# CCC Team

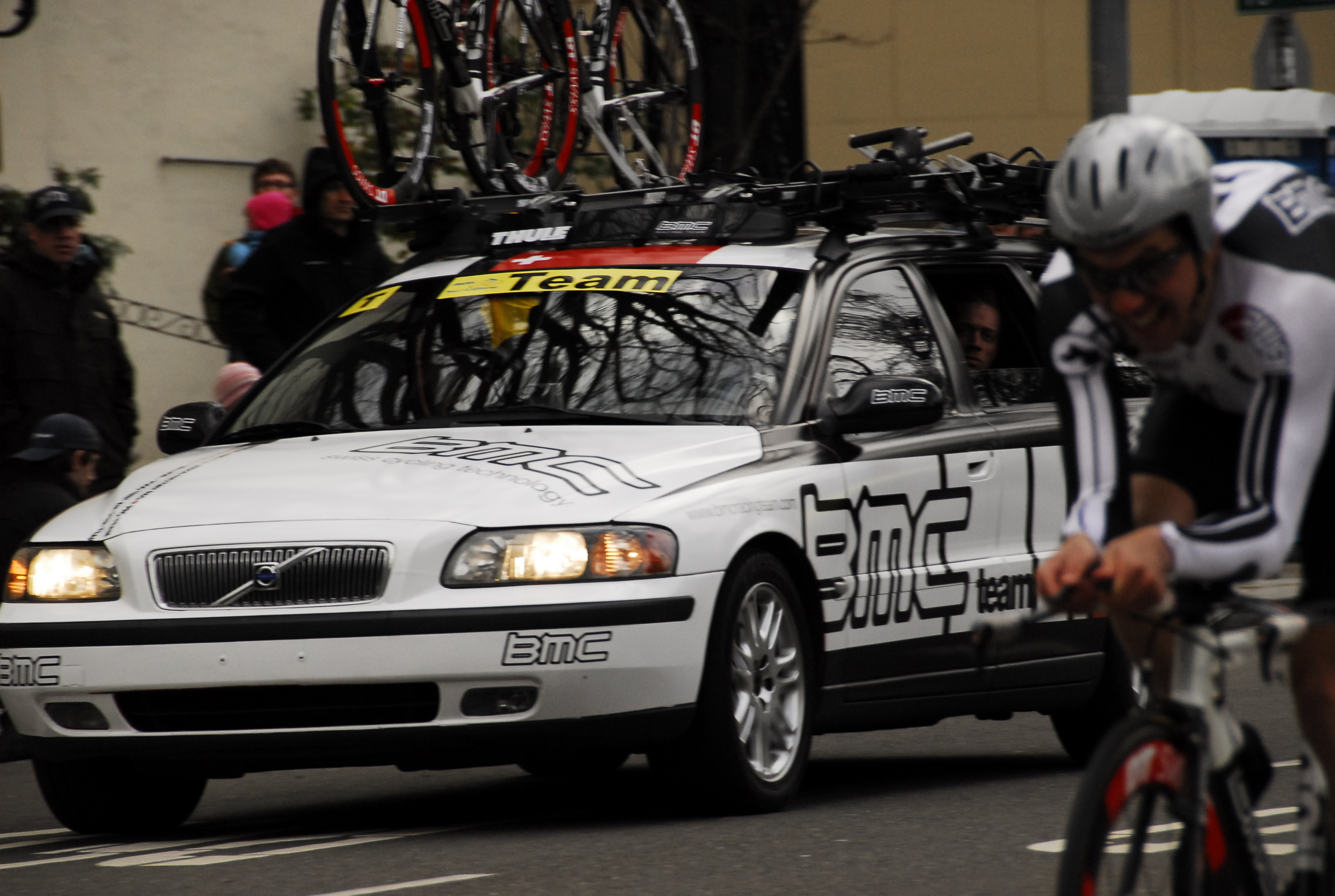
Vehicle de l'equip al 2009

El CCC Team (codi UCI: CCC) és un equip ciclista polonès que forma part dels equips World Tour. L'equip fou creat el 2007 amb el nom de BMC Racing Team i llicència estatunidenca, i fou patrocinat fins al 2018 per la marca de bicicletes BMC, alhora que era dirigit per Jim Ochowicz i Allan Peiper.
El 2019, CCC, una societat polonesa de sabates i bosses de mà compra la llicència de l'antiga estructura esportiva.

## Història
En els primers anys l'equip es limità a córrer curses dels circuits continentals de ciclisme, especialment l'americà. Serà a partir del 2010 quan l'equip faci un salt qualitatiu en fitxar el campió del món de ciclisme en ruta de 2009, l'australià Cadel Evans, l'estatunidenc George Hincapie, el campió del món en ruta de 2008 Alessandro Ballan, o els especialistes en clàssiques Karsten Kroon i Marcus Burghardt. Aquests fitxatges van obrir les portes a l'equip a prendre part en les seves primeres grans voltes, en ser convidats al Tour de França i el Giro d'Itàlia. El 2011, l'equip va obtenir la categoria d'equip UCI ProTeam.

## Principals victòries

### Clàssiques
- Fletxa Valona: 2010 (Cadel Evans)
- París-Tours: 2011 (Greg Van Avermaet)
- Amstel Gold Race: 2014 (Philippe Gilbert)
- Omloop Het Nieuwsblad: 2016 i 2017 (Greg Van Avermaet)
- Gran Premi Ciclista de Mont-real: 2016 i 2019 (Greg Van Avermaet)
- E3 Harelbeke: 2017 (Greg Van Avermaet)
- Gant-Wevelgem: 2017 (Greg Van Avermaet)
- París-Roubaix: 2017 (Greg Van Avermaet)

### Curses per etapes
- Tirrena-Adriàtica: 2011 (Cadel Evans), 2016 (Greg Van Avermaet)
- Tour de Romandia: 2011 (Cadel Evans)
- Tour de Pequín: 2014 (Philippe Gilbert)
- Tour Down Under: 2015 (Rohan Dennis), 2017 (Rohan Dennis)
- Volta a Luxemburg: 2017 (Greg Van Avermaet)
- Ruta del Sud: 2017 (Silvan Dillier)
- Tour de Valònia: 2017 (Dylan Teuns)
- Volta a Polònia: 2017 (Dylan Teuns)
- Volta a Suïssa: 2018 (Richie Porte)

### Grans Voltes
| - Tour de França : - 10 participacions (2010, 2011, 2012, 2013, 2014, 2015, 2016, 2017, 2018, 2019) - 6 victòries d'etapa - 1 el 2011: Cadel Evans - 4 el 2015: Rohan Dennis, CRE, Greg Van Avermaet - 1 el 2016: Greg Van Avermaet - 1 el 2018: CRE - - Classificació general: Cadel Evans, el 2011 - Classificacions secundàries - Classificació dels joves: Tejay van Garderen, el 2012 | - Giro d'Itàlia - 10 participacions (2010, 2011, 2012, 2013, 2014, 2015, 2016, 2017, 2018, 2019) - 8 victòries d'etapa: - 1 el 2010: Cadel Evans - 2 el 2012: Taylor Phinney, Marco Pinotti - 2 el 2015: Philippe Gilbert (2) - 2 el 2017: Silvan Dillier, Tejay van Garderen - 1 el 2018: Rohan Dennis - Classificacions secundàries - Classificació per punts: Cadel Evans, el 2010 - Premi de la combativitat: Philippe Gilbert, el 2015 | - Volta a Espanya - 9 participacions (2011, 2012, 2013, 2014, 2015, 2016, 2017, 2018, 2019) - 11 victòries d'etapa - 3 el 2012: Philippe Gilbert (2), Steve Cummings - 1 el 2013: Philippe Gilbert - 2 el 2015: CRE, Alessandro De Marchi - 1 el 2016: Jempy Drucker - 1 el 2017: CRE - 3 el 2018: Rohan Dennis (2), Alessandro De Marchi - Classificacions secundàries - Classificació per equips: 2016 |

### Campionats nacionals

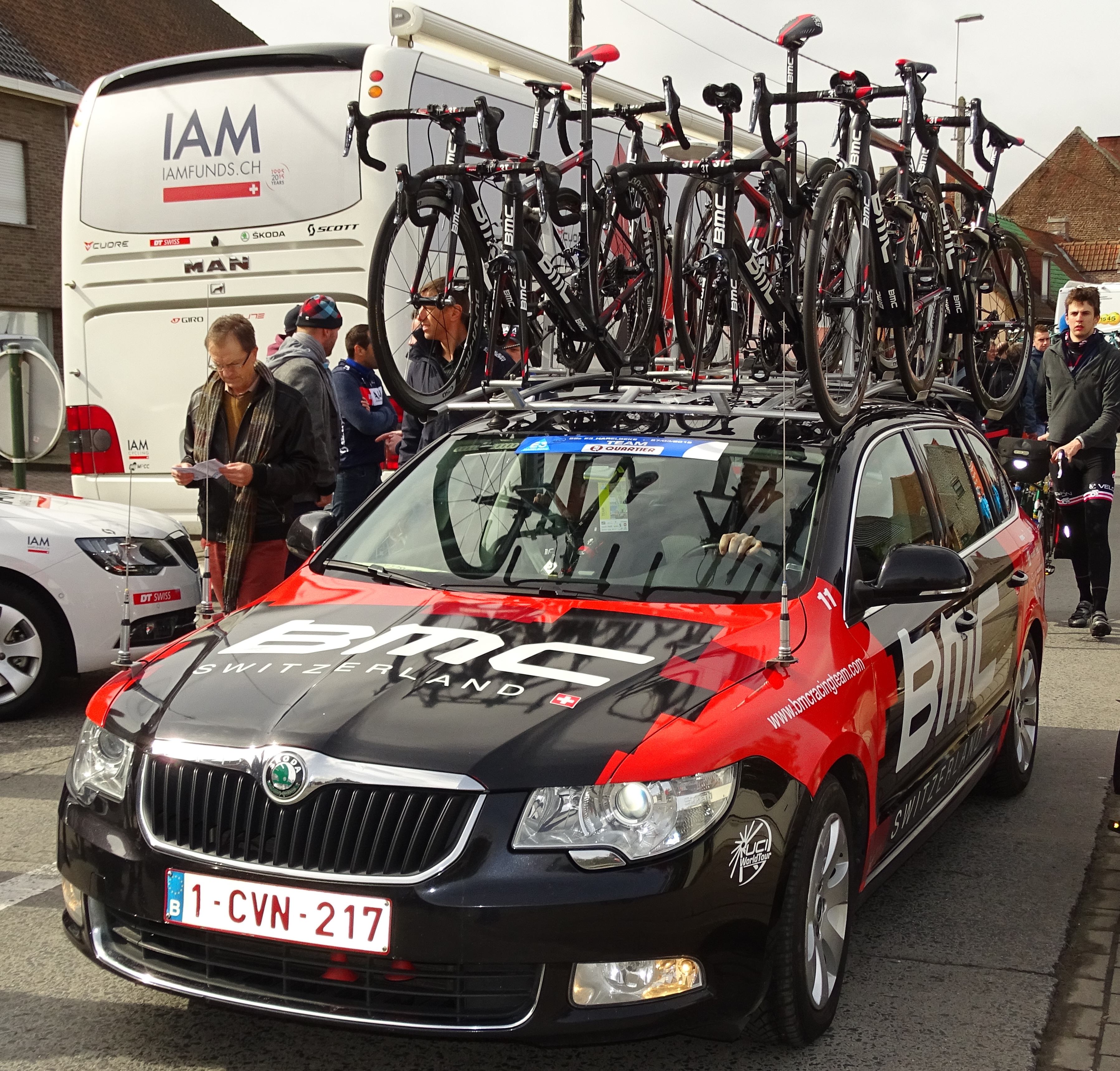
Vehicle de l'equip al 2015

- Campionat d'Austràlia en ruta: 2017 (Miles Scotson)
- Campionat d'Austràlia en contrarellotge: 2016, 2017, 2018 (Rohan Dennis), sub-23 2018 (Miles Scotson)
- Campionat de Bèlgica en ruta: 2016 (Philippe Gilbert)
- Campionat d'Eslovàquia en contrarellotge: 2014 (Peter Velits)
- Campionat dels Estats Units en contrarellotge: 2014, 2016 (Taylor Phinney), 2017 (Joey Rosskopf)
- Campionat d'Itàlia en ruta: 2013 (Ivan Santaromita)
- Campionat d'Itàlia en contrarellotge: 2013 (Marco Pinotti), 2016 (Manuel Quinziato)
- Campionat de Luxemburg en contrarellotge: 2017 (Jempy Drucker)
- Campionat de Noruega en ruta: 2011 (Alexander Kristoff) i 2013 (Thor Hushovd)
- Campionat de Nova Zelanda en contrarellotge: 2019 (Patrick Bevin)
- Campionat de Suïssa en ruta: 2012 (Martin Kohler), 2015 (Danilo Wyss), 2017 (Silvan Dillier)
- Campionat de Suïssa en contrarellotge: 2011 (Martin Kohler), 2015 (Silvan Dillier), 2017 i 2018 (Stefan Küng)

## Composició de l'equip
| \| Llista de l'equip 2015 \| Llista de l'equip 2015 \| Llista de l'equip 2015 \| Llista de l'equip 2015 \| \| Ciclista \| Data de naixement \| Equip previ \| \| \| ---------------------------------------------- \| ---------------------- \| -------------------------------------- \| ---------------------- \| \| John Darwin Atapuma Hurtado \| 15 de gener de 1988 \| Colombia (2013) \| \| \| Brent Bookwalter \| 16 de febrer de 1984 \| VMG Racing (2007) \| \| \| Marcus Burghardt \| 30 de juny de 1983 \| Columbia-HTC (2009) \| \| \| Damiano Caruso \| 12 de octubre de 1987 \| Cannondale (2014) \| \| \| Alessandro De Marchi \| 19 de maig de 1986 \| Cannondale (2014) \| \| \| Rohan Dennis \| 28 de maig de 1990 \| Garmin-Sharp (2014) \| \| \| Silvan Dillier \| 3 de agost de 1990 \| BMC Development (2013) \| \| \| Jean-Pierre Drucker \| 3 de setembre de 1986 \| Wanty-Groupe Gobert (2014) \| \| \| Cadel Evans \| 14 de febrer de 1977 \| Silence-Lotto (2009) \| \| \| Campbell Flakemore \| 6 de agost de 1992 \| Avanti Racing Team (2014) \| \| \| Philippe Gilbert \| 5 de juliol de 1982 \| Omega Pharma-Lotto (2011) \| \| \| Ben Hermans \| 8 de juny de 1986 \| RadioShack-Leopard (2013) \| \| \| Stefan Küng \| 16 de novembre de 1993 \| BMC Development (2014) \| \| \| Klaas Lodewyck \| 24 de març de 1988 \| Omega Pharma-Lotto (2011) \| \| \| Amaël Moinard \| 2 de febrer de 1982 \| Cofidis, le Crédit en Ligne (2010) \| \| \| Daniel Oss \| 13 de gener de 1987 \| Liquigas-Cannondale (2012) \| \| \| Taylor Phinney \| 27 de juny de 1990 \| Trek Livestrong U23 (2010) \| \| \| Manuel Quinziato \| 30 de octubre de 1979 \| Liquigas-Doimo (2010) \| \| \| Joey Rosskopf \| 5 de setembre de 1989 \| Hincapie Sportswear Development (2014) \| \| \| Samuel Sánchez González \| 5 de febrer de 1978 \| Euskaltel Euskadi (2013) \| \| \| Michael Schär \| 29 de setembre de 1986 \| Astana (2009) \| \| \| Manuel Senni \| 11 de març de 1992 \| Colpack (2014) \| \| \| Peter Stetina \| 8 de agost de 1987 \| Garmin-Sharp (2013) \| \| \| Dylan Teuns \| 1 de març de 1992 \| BMC Development (2014) \| \| \| Greg Van Avermaet \| 17 de maig de 1985 \| Omega Pharma-Lotto (2010) \| \| \| Tejay van Garderen \| 12 de agost de 1988 \| HTC-Highroad (2011) \| \| \| Peter Velits \| 21 de febrer de 1985 \| Omega Pharma-Quick Step (2013) \| \| \| Loïc Vliegen (24 de juny–31 de des) \| 20 de desembre de 1993 \| BMC Development (2014) \| \| \| Danilo Wyss \| 26 de agost de 1985 \| Atlas-Romer's Hausbäckerei (2007) \| \| \| Rick Zabel \| 7 de desembre de 1993 \| Rabobank Development (2013) \| \| \| Tom Bohli (1 de ago–31 de des, aprenent) \| 17 de gener de 1994 \| BMC Development (2015) \| \| \| Kilian Frankiny (1 de ago–31 de des, aprenent) \| 26 de gener de 1994 \| BMC Development (2015) \| \| \| Floris Gerts (1 de ago–31 de des, aprenent) \| 3 de maig de 1992 \| Rabobank Development (2014) \| \| \| \| \| \| \| \| Font: ProCyclingStats \| \| \| \| |                        |                                        |  |
| Llista de l'equip 2015 |                        |                                        |  |
| Ciclista | Data de naixement      | Equip previ                            |  |
| John Darwin Atapuma Hurtado | 15 de gener de 1988    | Colombia (2013)                        |  |
| Brent Bookwalter | 16 de febrer de 1984   | VMG Racing (2007)                      |  |
| Marcus Burghardt | 30 de juny de 1983     | Columbia-HTC (2009)                    |  |
| Damiano Caruso | 12 de octubre de 1987  | Cannondale (2014)                      |  |
| Alessandro De Marchi | 19 de maig de 1986     | Cannondale (2014)                      |  |
| Rohan Dennis | 28 de maig de 1990     | Garmin-Sharp (2014)                    |  |
| Silvan Dillier | 3 de agost de 1990     | BMC Development (2013)                 |  |
| Jean-Pierre Drucker | 3 de setembre de 1986  | Wanty-Groupe Gobert (2014)             |  |
| Cadel Evans | 14 de febrer de 1977   | Silence-Lotto (2009)                   |  |
| Campbell Flakemore | 6 de agost de 1992     | Avanti Racing Team (2014)              |  |
| Philippe Gilbert | 5 de juliol de 1982    | Omega Pharma-Lotto (2011)              |  |
| Ben Hermans | 8 de juny de 1986      | RadioShack-Leopard (2013)              |  |
| Stefan Küng | 16 de novembre de 1993 | BMC Development (2014)                 |  |
| Klaas Lodewyck | 24 de març de 1988     | Omega Pharma-Lotto (2011)              |  |
| Amaël Moinard | 2 de febrer de 1982    | Cofidis, le Crédit en Ligne (2010)     |  |
| Daniel Oss | 13 de gener de 1987    | Liquigas-Cannondale (2012)             |  |
| Taylor Phinney | 27 de juny de 1990     | Trek Livestrong U23 (2010)             |  |
| Manuel Quinziato | 30 de octubre de 1979  | Liquigas-Doimo (2010)                  |  |
| Joey Rosskopf | 5 de setembre de 1989  | Hincapie Sportswear Development (2014) |  |
| Samuel Sánchez González | 5 de febrer de 1978    | Euskaltel Euskadi (2013)               |  |
| Michael Schär | 29 de setembre de 1986 | Astana (2009)                          |  |
| Manuel Senni | 11 de març de 1992     | Colpack (2014)                         |  |
| Peter Stetina | 8 de agost de 1987     | Garmin-Sharp (2013)                    |  |
| Dylan Teuns | 1 de març de 1992      | BMC Development (2014)                 |  |
| Greg Van Avermaet | 17 de maig de 1985     | Omega Pharma-Lotto (2010)              |  |
| Tejay van Garderen | 12 de agost de 1988    | HTC-Highroad (2011)                    |  |
| Peter Velits | 21 de febrer de 1985   | Omega Pharma-Quick Step (2013)         |  |
| Loïc Vliegen (24 de juny–31 de des) | 20 de desembre de 1993 | BMC Development (2014)                 |  |
| Danilo Wyss | 26 de agost de 1985    | Atlas-Romer's Hausbäckerei (2007)      |  |
| Rick Zabel | 7 de desembre de 1993  | Rabobank Development (2013)            |  |
| Tom Bohli (1 de ago–31 de des, aprenent) | 17 de gener de 1994    | BMC Development (2015)                 |  |
| Kilian Frankiny (1 de ago–31 de des, aprenent) | 26 de gener de 1994    | BMC Development (2015)                 |  |
| Floris Gerts (1 de ago–31 de des, aprenent) | 3 de maig de 1992      | Rabobank Development (2014)            |  |
| |                        |                                        |  |
| Font: ProCyclingStats |                        |                                        |  |

| \| Llista de l'equip 2016 \| Llista de l'equip 2016 \| Llista de l'equip 2016 \| Llista de l'equip 2016 \| \| Ciclista \| Data de naixement \| Equip previ \| \| \| ----------------------------------------------- \| ---------------------- \| -------------------------------------- \| ---------------------- \| \| John Darwin Atapuma Hurtado \| 15 de gener de 1988 \| Colombia (2013) \| \| \| Tom Bohli \| 17 de gener de 1994 \| BMC Development (2015) \| \| \| Brent Bookwalter \| 16 de febrer de 1984 \| VMG Racing (2007) \| \| \| Marcus Burghardt \| 30 de juny de 1983 \| Columbia-HTC (2009) \| \| \| Damiano Caruso \| 12 de octubre de 1987 \| Cannondale (2014) \| \| \| Alessandro De Marchi \| 19 de maig de 1986 \| Cannondale (2014) \| \| \| Rohan Dennis \| 28 de maig de 1990 \| Garmin-Sharp (2014) \| \| \| Silvan Dillier \| 3 de agost de 1990 \| BMC Development (2013) \| \| \| Jean-Pierre Drucker \| 3 de setembre de 1986 \| Wanty-Groupe Gobert (2014) \| \| \| Floris Gerts \| 3 de maig de 1992 \| BMC Development (2015) \| \| \| Philippe Gilbert \| 5 de juliol de 1982 \| Omega Pharma-Lotto (2011) \| \| \| Ben Hermans \| 8 de juny de 1986 \| RadioShack-Leopard (2013) \| \| \| Stefan Küng \| 16 de novembre de 1993 \| BMC Development (2014) \| \| \| Amaël Moinard \| 2 de febrer de 1982 \| Cofidis, le Crédit en Ligne (2010) \| \| \| Daniel Oss \| 13 de gener de 1987 \| Liquigas-Cannondale (2012) \| \| \| Taylor Phinney \| 27 de juny de 1990 \| Trek Livestrong U23 (2010) \| \| \| Richie Porte \| 30 de gener de 1985 \| Team Sky (2015) \| \| \| Manuel Quinziato \| 30 de octubre de 1979 \| Liquigas-Doimo (2010) \| \| \| Joey Rosskopf \| 5 de setembre de 1989 \| Hincapie Sportswear Development (2014) \| \| \| Samuel Sánchez González \| 5 de febrer de 1978 \| Euskaltel Euskadi (2013) \| \| \| Michael Schär \| 29 de setembre de 1986 \| Astana (2009) \| \| \| Manuel Senni \| 11 de març de 1992 \| Colpack (2014) \| \| \| Dylan Teuns \| 1 de març de 1992 \| BMC Development (2014) \| \| \| Greg Van Avermaet \| 17 de maig de 1985 \| Omega Pharma-Lotto (2010) \| \| \| Tejay van Garderen \| 12 de agost de 1988 \| HTC-Highroad (2011) \| \| \| Peter Velits \| 21 de febrer de 1985 \| Omega Pharma-Quick Step (2013) \| \| \| Loïc Vliegen \| 20 de desembre de 1993 \| BMC Development (2015) \| \| \| Danilo Wyss \| 26 de agost de 1985 \| Atlas-Romer's Hausbäckerei (2007) \| \| \| Rick Zabel \| 7 de desembre de 1993 \| Rabobank Development (2013) \| \| \| Taylor Eisenhart (1 de ago–31 de des, aprenent) \| 14 de juny de 1994 \| BMC Development (2016) \| \| \| Fabian Lienhard (1 de ago–31 de des, aprenent) \| 3 de setembre de 1993 \| \| \| \| \| \| \| \| \| Fonts: ProCyclingStats Cycling Archives \| \| \| \| |                        |                                        |  |
| Llista de l'equip 2016 |                        |                                        |  |
| Ciclista | Data de naixement      | Equip previ                            |  |
| John Darwin Atapuma Hurtado | 15 de gener de 1988    | Colombia (2013)                        |  |
| Tom Bohli | 17 de gener de 1994    | BMC Development (2015)                 |  |
| Brent Bookwalter | 16 de febrer de 1984   | VMG Racing (2007)                      |  |
| Marcus Burghardt | 30 de juny de 1983     | Columbia-HTC (2009)                    |  |
| Damiano Caruso | 12 de octubre de 1987  | Cannondale (2014)                      |  |
| Alessandro De Marchi | 19 de maig de 1986     | Cannondale (2014)                      |  |
| Rohan Dennis | 28 de maig de 1990     | Garmin-Sharp (2014)                    |  |
| Silvan Dillier | 3 de agost de 1990     | BMC Development (2013)                 |  |
| Jean-Pierre Drucker | 3 de setembre de 1986  | Wanty-Groupe Gobert (2014)             |  |
| Floris Gerts | 3 de maig de 1992      | BMC Development (2015)                 |  |
| Philippe Gilbert | 5 de juliol de 1982    | Omega Pharma-Lotto (2011)              |  |
| Ben Hermans | 8 de juny de 1986      | RadioShack-Leopard (2013)              |  |
| Stefan Küng | 16 de novembre de 1993 | BMC Development (2014)                 |  |
| Amaël Moinard | 2 de febrer de 1982    | Cofidis, le Crédit en Ligne (2010)     |  |
| Daniel Oss | 13 de gener de 1987    | Liquigas-Cannondale (2012)             |  |
| Taylor Phinney | 27 de juny de 1990     | Trek Livestrong U23 (2010)             |  |
| Richie Porte | 30 de gener de 1985    | Team Sky (2015)                        |  |
| Manuel Quinziato | 30 de octubre de 1979  | Liquigas-Doimo (2010)                  |  |
| Joey Rosskopf | 5 de setembre de 1989  | Hincapie Sportswear Development (2014) |  |
| Samuel Sánchez González | 5 de febrer de 1978    | Euskaltel Euskadi (2013)               |  |
| Michael Schär | 29 de setembre de 1986 | Astana (2009)                          |  |
| Manuel Senni | 11 de març de 1992     | Colpack (2014)                         |  |
| Dylan Teuns | 1 de març de 1992      | BMC Development (2014)                 |  |
| Greg Van Avermaet | 17 de maig de 1985     | Omega Pharma-Lotto (2010)              |  |
| Tejay van Garderen | 12 de agost de 1988    | HTC-Highroad (2011)                    |  |
| Peter Velits | 21 de febrer de 1985   | Omega Pharma-Quick Step (2013)         |  |
| Loïc Vliegen | 20 de desembre de 1993 | BMC Development (2015)                 |  |
| Danilo Wyss | 26 de agost de 1985    | Atlas-Romer's Hausbäckerei (2007)      |  |
| Rick Zabel | 7 de desembre de 1993  | Rabobank Development (2013)            |  |
| Taylor Eisenhart (1 de ago–31 de des, aprenent) | 14 de juny de 1994     | BMC Development (2016)                 |  |
| Fabian Lienhard (1 de ago–31 de des, aprenent) | 3 de setembre de 1993  |                                        |  |
| |                        |                                        |  |
| Fonts: ProCyclingStats Cycling Archives |                        |                                        |  |

| \| Llista de l'equip 2017 \| Llista de l'equip 2017 \| Llista de l'equip 2017 \| Llista de l'equip 2017 \| \| Ciclista \| Data de naixement \| Equip previ \| \| \| -------------------------------------------------- \| ---------------------- \| -------------------------------------- \| ---------------------- \| \| Tom Bohli \| 17 de gener de 1994 \| BMC Development (2015) \| \| \| Brent Bookwalter \| 16 de febrer de 1984 \| VMG Racing (2007) \| \| \| Damiano Caruso \| 12 de octubre de 1987 \| Cannondale (2014) \| \| \| Alessandro De Marchi \| 19 de maig de 1986 \| Cannondale (2014) \| \| \| Rohan Dennis \| 28 de maig de 1990 \| Garmin-Sharp (2014) \| \| \| Silvan Dillier \| 3 de agost de 1990 \| BMC Development (2013) \| \| \| Jean-Pierre Drucker \| 3 de setembre de 1986 \| Wanty-Groupe Gobert (2014) \| \| \| Martin Elmiger \| 23 de setembre de 1978 \| IAM Cycling (2016) \| \| \| Kilian Frankiny \| 26 de gener de 1994 \| BMC Development (2016) \| \| \| Floris Gerts \| 3 de maig de 1992 \| BMC Development (2015) \| \| \| Ben Hermans \| 8 de juny de 1986 \| RadioShack-Leopard (2013) \| \| \| Stefan Küng \| 16 de novembre de 1993 \| BMC Development (2014) \| \| \| Amaël Moinard \| 2 de febrer de 1982 \| Cofidis, le Crédit en Ligne (2010) \| \| \| Daniel Oss \| 13 de gener de 1987 \| Liquigas-Cannondale (2012) \| \| \| Richie Porte \| 30 de gener de 1985 \| Team Sky (2015) \| \| \| Manuel Quinziato \| 30 de octubre de 1979 \| Liquigas-Doimo (2010) \| \| \| Nicolas Roche \| 3 de juliol de 1984 \| Team Sky (2016) \| \| \| Joey Rosskopf \| 5 de setembre de 1989 \| Hincapie Sportswear Development (2014) \| \| \| Samuel Sánchez González (19 de feb–5 de oct, Nota) \| 5 de febrer de 1978 \| Euskaltel Euskadi (2013) \| \| \| Michael Schär \| 29 de setembre de 1986 \| Astana (2009) \| \| \| Miles Scotson \| 18 de gener de 1994 \| Illuminate (2016) \| \| \| Manuel Senni \| 11 de març de 1992 \| Colpack (2014) \| \| \| Dylan Teuns \| 1 de març de 1992 \| BMC Development (2014) \| \| \| Greg Van Avermaet \| 17 de maig de 1985 \| Omega Pharma-Lotto (2010) \| \| \| Tejay van Garderen \| 12 de agost de 1988 \| HTC-Highroad (2011) \| \| \| Francisco José Ventoso Alberdi \| 6 de maig de 1982 \| Movistar Team (2016) \| \| \| Loïc Vliegen \| 20 de desembre de 1993 \| BMC Development (2015) \| \| \| Danilo Wyss \| 26 de agost de 1985 \| Atlas-Romer's Hausbäckerei (2007) \| \| \| Nathan Van Hooydonck (15 de maig–31 de des) \| 12 de octubre de 1995 \| BMC Development (2017) \| \| \| Patrick Müller (1 de ago–31 de des, aprenent) \| 18 de abril de 1996 \| BMC Development (2017) \| \| \| Bram Welten (1 de ago–31 de des, aprenent) \| 29 de març de 1997 \| BMC Development (2017) \| \| \| \| \| \| \| \| Fonts: ProCyclingStats Cycling Quotient \| \| \| \|Nota: Samuel Sánchez González, acomiadat per dopatge |                        |                                        |  |
| Llista de l'equip 2017 |                        |                                        |  |
| Ciclista | Data de naixement      | Equip previ                            |  |
| Tom Bohli | 17 de gener de 1994    | BMC Development (2015)                 |  |
| Brent Bookwalter | 16 de febrer de 1984   | VMG Racing (2007)                      |  |
| Damiano Caruso | 12 de octubre de 1987  | Cannondale (2014)                      |  |
| Alessandro De Marchi | 19 de maig de 1986     | Cannondale (2014)                      |  |
| Rohan Dennis | 28 de maig de 1990     | Garmin-Sharp (2014)                    |  |
| Silvan Dillier | 3 de agost de 1990     | BMC Development (2013)                 |  |
| Jean-Pierre Drucker | 3 de setembre de 1986  | Wanty-Groupe Gobert (2014)             |  |
| Martin Elmiger | 23 de setembre de 1978 | IAM Cycling (2016)                     |  |
| Kilian Frankiny | 26 de gener de 1994    | BMC Development (2016)                 |  |
| Floris Gerts | 3 de maig de 1992      | BMC Development (2015)                 |  |
| Ben Hermans | 8 de juny de 1986      | RadioShack-Leopard (2013)              |  |
| Stefan Küng | 16 de novembre de 1993 | BMC Development (2014)                 |  |
| Amaël Moinard | 2 de febrer de 1982    | Cofidis, le Crédit en Ligne (2010)     |  |
| Daniel Oss | 13 de gener de 1987    | Liquigas-Cannondale (2012)             |  |
| Richie Porte | 30 de gener de 1985    | Team Sky (2015)                        |  |
| Manuel Quinziato | 30 de octubre de 1979  | Liquigas-Doimo (2010)                  |  |
| Nicolas Roche | 3 de juliol de 1984    | Team Sky (2016)                        |  |
| Joey Rosskopf | 5 de setembre de 1989  | Hincapie Sportswear Development (2014) |  |
| Samuel Sánchez González (19 de feb–5 de oct, Nota) | 5 de febrer de 1978    | Euskaltel Euskadi (2013)               |  |
| Michael Schär | 29 de setembre de 1986 | Astana (2009)                          |  |
| Miles Scotson | 18 de gener de 1994    | Illuminate (2016)                      |  |
| Manuel Senni | 11 de març de 1992     | Colpack (2014)                         |  |
| Dylan Teuns | 1 de març de 1992      | BMC Development (2014)                 |  |
| Greg Van Avermaet | 17 de maig de 1985     | Omega Pharma-Lotto (2010)              |  |
| Tejay van Garderen | 12 de agost de 1988    | HTC-Highroad (2011)                    |  |
| Francisco José Ventoso Alberdi | 6 de maig de 1982      | Movistar Team (2016)                   |  |
| Loïc Vliegen | 20 de desembre de 1993 | BMC Development (2015)                 |  |
| Danilo Wyss | 26 de agost de 1985    | Atlas-Romer's Hausbäckerei (2007)      |  |
| Nathan Van Hooydonck (15 de maig–31 de des) | 12 de octubre de 1995  | BMC Development (2017)                 |  |
| Patrick Müller (1 de ago–31 de des, aprenent) | 18 de abril de 1996    | BMC Development (2017)                 |  |
| Bram Welten (1 de ago–31 de des, aprenent) | 29 de març de 1997     | BMC Development (2017)                 |  |
| |                        |                                        |  |
| Fonts: ProCyclingStats Cycling Quotient |                        |                                        |  |

| \| Llista de l'equip 2018 \| Llista de l'equip 2018 \| Llista de l'equip 2018 \| Llista de l'equip 2018 \| \| Ciclista \| Data de naixement \| Equip previ \| \| \| --------------------------------------- \| ---------------------- \| -------------------------------------- \| ---------------------- \| \| Alberto Bettiol \| 29 de octubre de 1993 \| Cannondale-Drapac (2017) \| \| \| Patrick Bevin \| 15 de febrer de 1991 \| Cannondale-Drapac (2017) \| \| \| Tom Bohli \| 17 de gener de 1994 \| BMC Development (2015) \| \| \| Brent Bookwalter \| 16 de febrer de 1984 \| VMG Racing (2007) \| \| \| Damiano Caruso \| 12 de octubre de 1987 \| Cannondale (2014) \| \| \| Alessandro De Marchi \| 19 de maig de 1986 \| Cannondale (2014) \| \| \| Rohan Dennis \| 28 de maig de 1990 \| Garmin-Sharp (2014) \| \| \| Jean-Pierre Drucker \| 3 de setembre de 1986 \| Wanty-Groupe Gobert (2014) \| \| \| Kilian Frankiny \| 26 de gener de 1994 \| BMC Development (2016) \| \| \| Simon Gerrans (1 de gen–21 de oct) \| 16 de maig de 1980 \| Orica-Scott (2017) \| \| \| Stefan Küng \| 16 de novembre de 1993 \| BMC Development (2014) \| \| \| Richie Porte \| 30 de gener de 1985 \| Team Sky (2015) \| \| \| Nicolas Roche \| 3 de juliol de 1984 \| Team Sky (2016) \| \| \| Jürgen Roelandts \| 2 de juliol de 1985 \| Lotto-Soudal (2017) \| \| \| Joey Rosskopf \| 5 de setembre de 1989 \| Hincapie Sportswear Development (2014) \| \| \| Michael Schär \| 29 de setembre de 1986 \| Astana (2009) \| \| \| Miles Scotson \| 18 de gener de 1994 \| Illuminate (2016) \| \| \| Dylan Teuns \| 1 de març de 1992 \| BMC Development (2014) \| \| \| Greg Van Avermaet \| 17 de maig de 1985 \| Omega Pharma-Lotto (2010) \| \| \| Tejay van Garderen \| 12 de agost de 1988 \| HTC-Highroad (2011) \| \| \| Nathan Van Hooydonck \| 12 de octubre de 1995 \| BMC Development (2017) \| \| \| Francisco José Ventoso Alberdi \| 6 de maig de 1982 \| Movistar Team (2016) \| \| \| Loïc Vliegen \| 20 de desembre de 1993 \| BMC Development (2015) \| \| \| Danilo Wyss \| 26 de agost de 1985 \| Atlas-Romer's Hausbäckerei (2007) \| \| \| \| \| \| \| \| Fonts: ProCyclingStats Cycling Quotient \| \| \| \| |                        |                                        |  |
| Llista de l'equip 2018 |                        |                                        |  |
| Ciclista | Data de naixement      | Equip previ                            |  |
| Alberto Bettiol | 29 de octubre de 1993  | Cannondale-Drapac (2017)               |  |
| Patrick Bevin | 15 de febrer de 1991   | Cannondale-Drapac (2017)               |  |
| Tom Bohli | 17 de gener de 1994    | BMC Development (2015)                 |  |
| Brent Bookwalter | 16 de febrer de 1984   | VMG Racing (2007)                      |  |
| Damiano Caruso | 12 de octubre de 1987  | Cannondale (2014)                      |  |
| Alessandro De Marchi | 19 de maig de 1986     | Cannondale (2014)                      |  |
| Rohan Dennis | 28 de maig de 1990     | Garmin-Sharp (2014)                    |  |
| Jean-Pierre Drucker | 3 de setembre de 1986  | Wanty-Groupe Gobert (2014)             |  |
| Kilian Frankiny | 26 de gener de 1994    | BMC Development (2016)                 |  |
| Simon Gerrans (1 de gen–21 de oct) | 16 de maig de 1980     | Orica-Scott (2017)                     |  |
| Stefan Küng | 16 de novembre de 1993 | BMC Development (2014)                 |  |
| Richie Porte | 30 de gener de 1985    | Team Sky (2015)                        |  |
| Nicolas Roche | 3 de juliol de 1984    | Team Sky (2016)                        |  |
| Jürgen Roelandts | 2 de juliol de 1985    | Lotto-Soudal (2017)                    |  |
| Joey Rosskopf | 5 de setembre de 1989  | Hincapie Sportswear Development (2014) |  |
| Michael Schär | 29 de setembre de 1986 | Astana (2009)                          |  |
| Miles Scotson | 18 de gener de 1994    | Illuminate (2016)                      |  |
| Dylan Teuns | 1 de març de 1992      | BMC Development (2014)                 |  |
| Greg Van Avermaet | 17 de maig de 1985     | Omega Pharma-Lotto (2010)              |  |
| Tejay van Garderen | 12 de agost de 1988    | HTC-Highroad (2011)                    |  |
| Nathan Van Hooydonck | 12 de octubre de 1995  | BMC Development (2017)                 |  |
| Francisco José Ventoso Alberdi | 6 de maig de 1982      | Movistar Team (2016)                   |  |
| Loïc Vliegen | 20 de desembre de 1993 | BMC Development (2015)                 |  |
| Danilo Wyss | 26 de agost de 1985    | Atlas-Romer's Hausbäckerei (2007)      |  |
| |                        |                                        |  |
| Fonts: ProCyclingStats Cycling Quotient |                        |                                        |  |

## Classificacions UCI

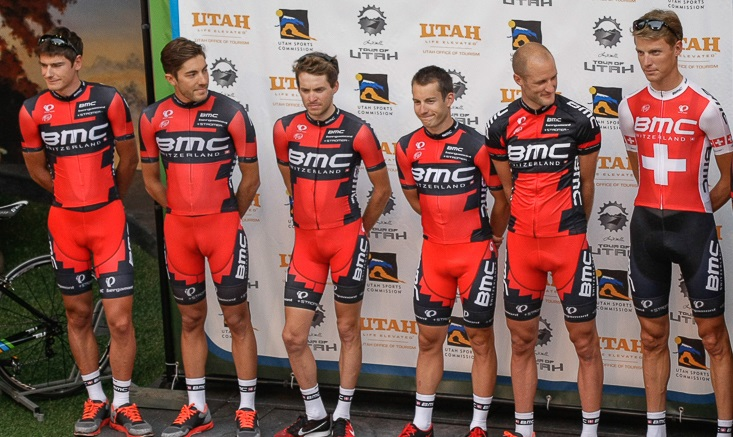
L'equip al 2013

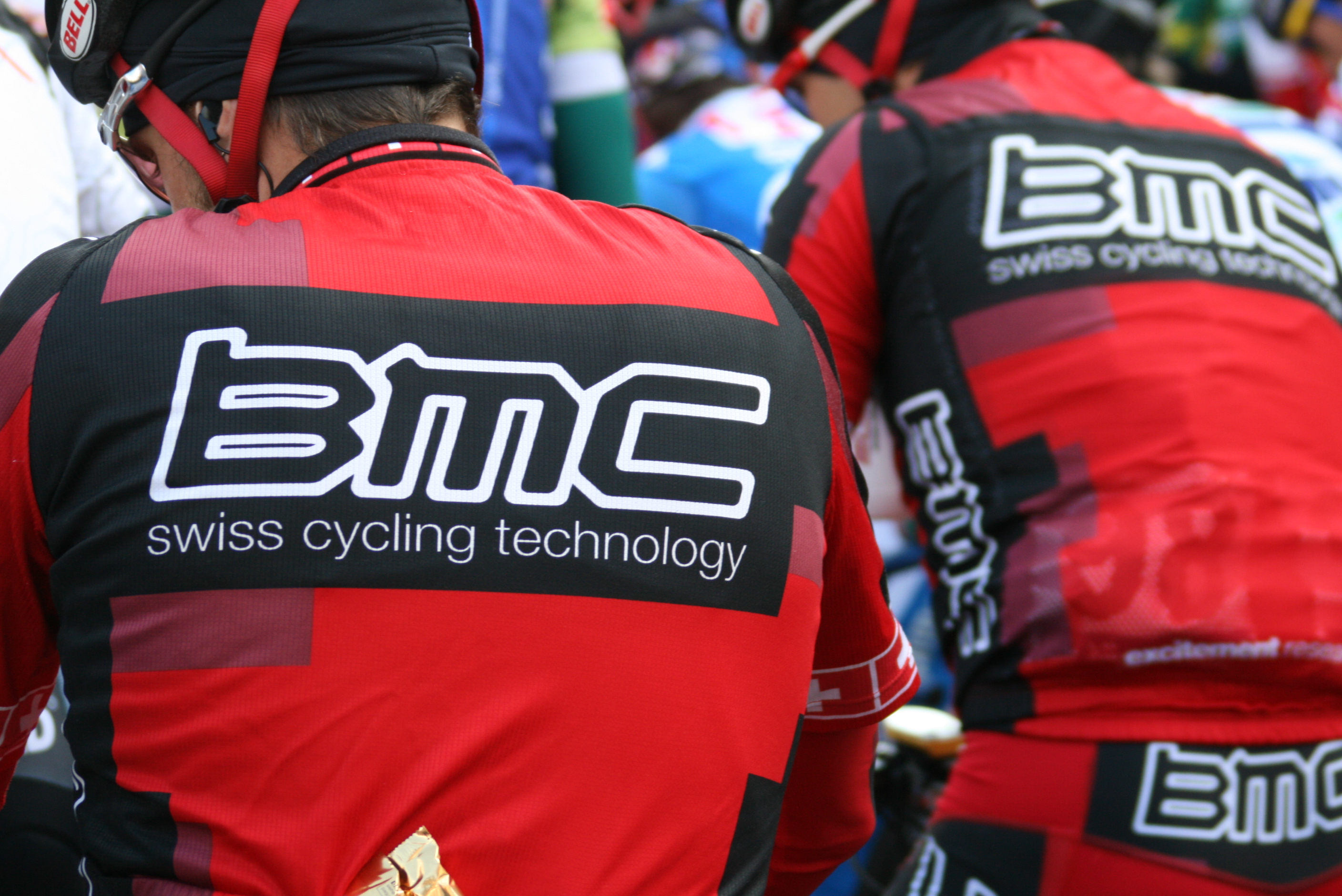
Mallot del BMC Racing Team

L'equip BMC Racing participa en els diferents circuits continentals. Les taules presenten les classificacions de l'equip als diferents circuits, així com el millor corredor en la classificació individual.
UCI Amèrica Tour
| Temporada | Classificació per equips | Millor ciclista en la classificació individual |
| --------- | ------------------------ | ---------------------------------------------- |
| 2007      | 23è                      | Scott Nydam (126è)                             |
| 2008      | 14è                      | Antonio Cruz (63è)                             |
| 2009      | 20è                      | Danilo Wyss (129è)                             |
| 2010      | 12è                      | Alexander Kristoff (43è)                       |

UCI Àsia Tour
| Temporada | Classificació per equips | Millor ciclista en la classificació individual |
| --------- | ------------------------ | ---------------------------------------------- |
| 2007      | 40è                      | Jonathan Garcia (173è)                         |
| 2010      | 35è                      | Marcus Burghardt (79è)                         |

UCI Europa Tour
| Temporada | Classificació per equips | Millor ciclista en la classificació individual |
| --------- | ------------------------ | ---------------------------------------------- |
| 2007      | 115è                     | Jonathan Garcia (1107è)                        |
| 2008      | 101è                     | Danilo Wyss (478è)                             |
| 2009      | 63è                      | Mathias Frank (120è)                           |
| 2010      | 38è                      | Cadel Evans (175è)                             |

UCI Oceania Tour
| Temporada | Classificació per equips | Millor ciclista en la classificació individual |
| --------- | ------------------------ | ---------------------------------------------- |
| 2010      | 21è                      | Cadel Evans (47è)                              |

El 2009 participa i el 2010 l'equip adquireix la categoria superior a la Classificació mundial UCI.
| Temporada | Classificació per equips | Millor ciclista en la classificació individual |
| --------- | ------------------------ | ---------------------------------------------- |
| 2009      | 33è                      | Markus Zberg (216è)                            |
| 2010      | 10è                      | Cadel Evans (4t)                               |

En 2011, la Classificació mundial UCI passa a ser l'UCI World Tour.
| Temporada | Classificació per equips | Millor ciclista en la classificació individual |
| --------- | ------------------------ | ---------------------------------------------- |
| 2011      | 5è                       | Cadel Evans (2n)                               |
| 2012      | 7è                       | Cadel Evans (24è)                              |
| 2013      | 10è                      | Greg Van Avermaet (18è)                        |
| 2014      | 2n                       | Philippe Gilbert (14è)                         |
| 2015      | 6è                       | Greg Van Avermaet (8è)                         |
| 2016      | 4t                       | Greg Van Avermaet (6è)                         |
| 2017      | 3r                       | Greg Van Avermaet (1r)                         |
| 2018      | 4t                       | Greg Van Avermaet (5è)                         |

El 2016 la Classificació mundial UCI passa a tenir en compte totes les proves UCI. Durant tres temporades existeix paral·lelament amb la classificació UCI World Tour i els circuits continentals. A partir del 2019 substitueix definitivament la classificació UCI World Tour.
| Temporada | Classificació per equips | Millor ciclista en la classificació individual |
| --------- | ------------------------ | ---------------------------------------------- |
| 2016      | -                        | Greg Van Avermaet (3r)                         |
| 2017      | -                        | Greg Van Avermaet (1r)                         |
| 2018      | -                        | Greg Van Avermaet (7è)                         |
| 2019      | 21è                      | Greg Van Avermaet (6è)                         |